# منطقة إزيوم
ناحية إزيوم (بالأوكرانية: Ізюмський район) و (بالروسية: Изюмский район) هي منطقة إدارية في إقليم خاركيف في أوكرانيا. المركز الإداري لها هو مدينة إزيوم. عدد السكان: 175986 (تقديرات عام 2021)
في 18 يوليو 2020 وكجزء من الإصلاح الإداري لأوكرانيا خُفضت أعداد المجتماعات الإقليمية في خاركيف أوبلاست إلى سبعة ووُسعت منطقة إزيوم بشكل كبير. تم دمج ثلاث رايونات ملغاة، بالاكليا ، وبارفينكوف، وبوروفا رايون، بالإضافة إلى مدينة إيزيوم التي أُدرجت كمدينة ذات أهمية للأوبلاست ولا تنتمي إلى ناحية.